# Cernache do Bonjardim, Nesperal e Palhais
Cernache de Bonjardim, Nesperal e Palhais (oficialmente: União das Freguesias de Cernache de Bonjardim, Nesperal e Palhais) é uma freguesia portuguesa do município da Sertã, com 101,59 km² de área e 3364 habitantes (censo de 2021). A sua densidade populacional é 33,1 hab./km².

## História
Foi criada aquando da reorganização administrativa de 2012/2013, resultando da agregação das antigas freguesias de Cernache de Bonjardim, Nesperal e Palhais.

## Demografia
A população registada nos censos foi:
| Distribuição da População por Grupos Etários | Distribuição da População por Grupos Etários | Distribuição da População por Grupos Etários | Distribuição da População por Grupos Etários | Distribuição da População por Grupos Etários | Distribuição da População por Grupos Etários |
| -------------------------------------------- | -------------------------------------------- | -------------------------------------------- | -------------------------------------------- | -------------------------------------------- | -------------------------------------------- |
| Antes da agregação                           |                                              |                                              |                                              |                                              |                                              |
| Ano                                          | 0-14 anos                                    | 15-24 anos                                   | 25-64 anos                                   | >= 65 anos                                   | Total                                        |
| 2001                                         | 567                                          | 508                                          | 1903                                         | 987                                          | 3965                                         |
| 2011                                         | 436                                          | 366                                          | 1861                                         | 962                                          | 3625                                         |
| Após a agregação                             |                                              |                                              |                                              |                                              |                                              |
| Ano                                          | 0-14 anos                                    | 15-24 anos                                   | 25-64 anos                                   | >= 65 anos                                   | Total                                        |
| 2021                                         | 324                                          | 306                                          | 1630                                         | 1104                                         | 3364                                         |